# 14 Cephei
14 Cephei (14 Cep / HD 209.481 / HR 8406) és una estrella a la constel·lació de Cefeu de magnitud aparent +5,55.
14 Cephei és un estel blau de la seqüència principal de tipus espectral O9V. Les estrelles de tipus O són summament escasses entre les estrelles visibles, sent Naos (ζ Puppis) i ζ Ophiuchi dues de les representants més brillants. A més, són extraordinàriament calentes; la temperatura superficial de 14 Cephei és de 34.280 K. La seva lluminositat bolomètrica -que inclou la gran quantitat de llum ultraviolada emesa per aquesta classe d'estrelles- és 226.000 vegades més gran que la lluminositat solar. Només la seva enorme distància respecte al Sistema Solar, aproximadament 3.050 anys llum d'acord amb la nova reducció de les dades de paral·laxi del satèl·lit Hipparcos, fa que no la vegem més brillant. També molt massiva, posseeix una massa estimada de 30,4 ± 10,15 masses solars. El seu diàmetre angular -0,149 ± 0,024 mil·lisegons d'arc - permet estimar de manera aproximada el seu diàmetre real, que resulta ser unes 15 vegades més gran que el del Sol.
14 Cephei és una binària espectroscòpica amb un període orbital de 3,070 dies. A més és una variable el·lipsoidal rotatòria semblant a Spica (α Virginis) o δ Circini. Per això, rep la denominació, quant a estel variable, d'LZ Cephei. La variació de lluentor és de tot just 0,099 magnituds.